# Castelvetrano
Castelvetrano er en italiensk by (og kommune) i regionen Sicilien i Italien, med omkring 29.341(2023) indbyggere.  